# Eddie Lockjaw Davis
Edward "Eddie" "Lockjaw" Davis (født 2. marts 1922 i New York City, død 3. november 1986 i Culver City, Californien) var en amerikansk tenorsaxofonist.
Davis spillede swing, bebop, hardbop, latinjazz og Souljazz.
Han har spillet og Indspillet med Louis Armstrong, Count Basie, Sonny Stitt, Ella Fitzgerald, Denzil Best og Johnny Griffin.
Davis spillede også med i Kenny Clarke-Francis Boland Big Band.
Han har ligeledes ledet og indspillet med egne grupper.